# Stygnidius
Stygnidius is een geslacht van hooiwagens uit de familie Stygnidae.
De wetenschappelijke naam Stygnidius is voor het eerst geldig gepubliceerd door Simon in 1879. 

## Soorten
Stygnidius omvat de volgende 2 soorten:
- Stygnidius guerinii
- Stygnidius inflatus